# StormRider
StormRider était une attraction du parc d'attractions Tokyo DisneySea, situé à Tokyo, au Japon. Il s'agissait d'un cinéma dynamique, de type simulateur de vol. C'est la dernière version du système utilisé pour Star Tours. Il a été remplacé par l'attraction Nemo and Friends SeaRider utilisant la même technologie, mais le thème du film Le Monde de Nemo, ouverte le 12 mai 2017.

## L'attraction

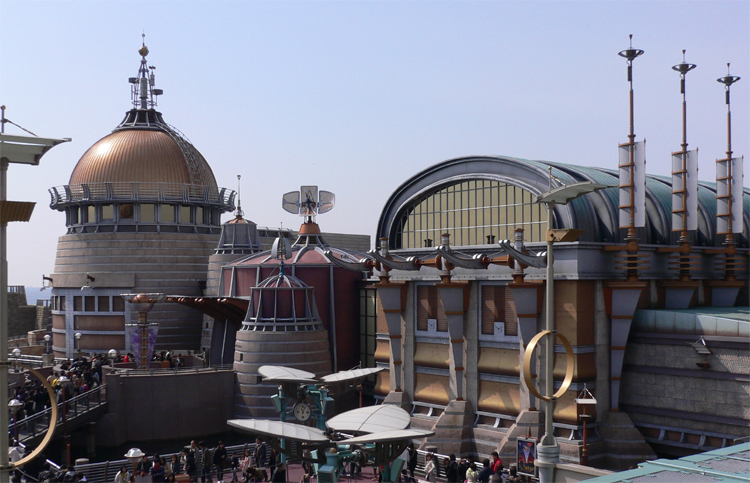
L'entrée de StormRider à Tokyo DisneySea

### Tokyo DisneySea
Ici le Centre de Contrôle Météorologique a développé un outil de dissipation des orages. C'est une nouvelle invention qui explose au cœur des gros orages et dissipe leur énergie. Cependant, rien n'empêche un problème de survenir. Le bâtiment est en trois parties. Celle la plus éloignée est une énorme rotonde surmontée par un dôme doré. Celle la plus à proche est un hangar semblable à ceux construit pour l'aviation avec un toit en berceau retourné et des grandes verrières. Au milieu plusieurs tours de hauteurs différentes en béton et des parties métalliques rouges servent d'entrée et de parties communes. Les deux simulateurs de vol sont répartis chacun dans une des deux ailes.
Cette attraction bénéficie du système FastPass
- Ouverture : 4 septembre 2001 (avec le parc)
- Fermeture : 17 mai 2016
- Conception : Walt Disney Imagineering
- Nombre de simulateurs : 2
- Taille minimale requise pour l'accès : 1,02 m
- Durée : 4 min 30 s
- Type d'attraction : simulateur de vol
- Situation : 35° 37′ 30″ N, 139° 52′ 57″ E